# Зубово (Островский район)
Зубово — деревня в Островском районе Псковской области. Входит в состав Воронцовской волости.
Расположена в 28 км к юго-востоку от города Остров и в 4 км к югу от волостного центра, села Воронцово.
| 2001 | 2002 | 2010 |
| ---- | ---- | ---- |
| 2    | →2   | ↘0   |